# Посейдон (фильм)
«Посейдон» (англ. Poseidon) — американский фильм-катастрофа 2006 года, ремейк известного в этом жанре фильма 1972 года «Приключение „Посейдона“», снятого по одноимённой книге Пола Гэллико.

## Сюжет
Действия разворачиваются на круизном лайнере «Посейдон». В фильме переплетаются судьбы нескольких героев: картёжника Дилана Джона (Джош Лукас), бывшего пожарного и мэра Нью-Йорка Роберта Рамси (Курт Рассел), с его дочерью Дженифер (Эмми Россум), её парнем Кристианом Сандерсом (Майкл Фогел), безбилетницы-латиноамериканки Елены Моралес (Миа Маэстро), пожилого гея-архитектора Ричарда Нелсона (Ричард Дрейфус) и молодой матери Мэгги Джеймс (Джасинда Барретт), путешествующей вместе с девятилетним сыном Коннором (Джимми Беннет).
В канун Нового года внезапно появляется волна-убийца, которая заставляет капитана судна спешно разворачивать «Посейдон». Судно всё равно опрокидывается, но перед этим экипаж успевает отправить сигнал SOS. В результате затопления и начавшихся пожаров и взрывов гибнут почти все пассажиры и члены экипажа, кроме тех, кто находился во время катастрофы в танцевальном зале. Самоуверенный капитан лайнера приказывает всем оставаться в помещении, так как вскоре должны прибыть спасатели. Но решительный Джон Дилан не согласен с этим и решает добраться до отверстий под винтами, через которые можно выбраться на поверхность. К нему присоединяется Рамси, разыскивающий свою заблокированную в расположенном палубой ночном клубе дочь Дженнифер, Мэгги с юным Коннором и доверившийся двум храбрецам Нелсон. К команде также присоединяется официант Стюарт.
Группа решает двигаться в ночной клуб, где находится дочь Рамси. Последняя, тем временем, знакомится с путешествующей на лайнере зайцем Еленой и вместе с ней пытается освободить своего бой-френда Криса, которому зажало ногу рухнувшей конструкцией. Девушкам едва удаётся избежать удара током, однако освободить Криса самостоятельно у них не выходит. К счастью, на помощь к ним вскоре приходит один из пассажиров — «везунчик Ларри» (Кевин Диллон). Тем временем команда Дилана с трудом поднимается наверх через шахту лифта. В последний момент висящая в ней повреждённая кабина падает и Стюарт погибает. Остальные добираются до помещения ночного клуба, где общими усилиями удаётся, наконец, вызволить Криса из плена. Рана у последнего оказывается не опасной, и команда Дилана спешно двигается наверх.
На пути у пассажиров появляется преграда в виде образовавшейся в результате разрушений пропасти, преодолеть которую возможно лишь по импровизированному мосту. Мэгги с Коннором, Нелсон и Елена перебираются сразу, однако Дилан, Роберт, Дженнифер и «везунчик» Ларри остаются. Последний, вдобавок, основательно напивается и начинает оскорблять Рамси, после чего неосторожно ступает на мост. Тот обваливается, хороня под собой Ларри. Падение последнего вызывает внизу новый взрыв, после чего иллюминаторы и окна танцевального зала внизу лопаются под напором воды, и все, кто оставались там с капитаном, погибают… 
Рамси предлагает идти назад и перебраться к остальным окольными путями, но Дилан прыгает в воду и проплывает под горящим топливом, закрепив на противоположной стороне трос. Роберт вместе с дочерью перебираются к остальным. Команда пробирается в один из отсеков, но следующая дверь заперта изнутри. Они решают воспользоваться люком вентиляции, где застревает Нелсон, после чего шахту начинает затапливать водой. С помощью ожерелья Елены им удаётся открыть решётку и команда попадает в отсек для забора воды. Дабы пробраться дальше, Джон запускает воду и она выносит героев вначале во второй отсек, а затем — в другую часть корабля. В одном из затопленных коридоров тонет запутавшаяся в проводах Елена. 
Дилан с командой двигается дальше и находит на стене карту «Посейдона». В силу непредвиденных обстоятельств, Мэгги и Коннор теряются. Джон отправляется на их поиски, остальные же вместе с Рамси двигаются в направлении гребных винтов. Последние, однако, оказываются в рабочем состоянии, и нечаянно открывшему люк к ним Нелсону разбивает лицо. Тем временем, Дилан находит Мэгги, и вместе с ней освобождает застрявшего за решёткой Коннора.
Чтобы отключить работающие винты, необходимо добраться до генератора, который давно затоплен водой. Однако отсек, где он расположен, находится слишком далеко, и у того, кто к нему доберётся, не хватит кислорода вернуться назад. Узнав от Дженнифер, что она обручилась с Кристианом, Рамси решается пожертвовать собой, ради спасения дочери и остальных. Доплыв до генератора, он не успевает его отключить и захлёбывается, но в последний момент ему удаётся изменить направление вращения винтов. 
Дилан вместе с Мэгги и Коннором добираются, наконец, до остальных, и узнают о самопожертвовании Рамси. Винты меняют направление вращения, и Дилану удаётся бросить в них баллон с газом, который взрывается, погнув их лопасти. Шестерым выжившим удаётся выползти через образовавшиеся отверстия и выбраться из тонущего корабля. Они добираются до всплывшего рядом с кормой спасательного плота и, отплыв на безопасное расстояние, с ужасом наблюдают, как гигантский лайнер идёт ко дну. Команда плота запускает сигнальную ракету, и вскоре прибывшие на вертолётах спасатели находят выживших…

## В ролях
| Актёр                   | Роль             |
| ----------------------- | ---------------- |
| Джош Лукас              | Дилан Джон       |
| Курт Рассел             | Роберт Рамси     |
| Джасинда Барретт        | Мегги Джеймс     |
| Ричард Дрейфус          | Ричард Нелсон    |
| Эмми Россум             | Дженнифер Рамси  |
| Миа Маэстро             | Елена            |
| Джимми Беннетт          | Коннор Джеймс    |
| Майк Фогель             | Кристиан         |
| Кевин Диллон            | «везунчик Ларри» |
| Стейси Фергюсон (Ферги) | Глория           |
| Фредди Родригес         | Марко Валентин   |
| Андре Брауэр            | капитан Бредфорд |

## Награды и номинации
- Оскар 2007 (номинация: лучшие визуальные эффекты)
- Золотая малина 2007 (номинация: худший ремейк или сиквел)